# Namegawa
Namegawa (滑川町?) è una cittadina giapponese della prefettura di Saitama.